# Lill-Tandsjön (Lillhärdals socken, Härjedalen)
Lill-Tandsjön är en sjö i Härjedalens kommun i Härjedalen och ingår i Ljusnans huvudavrinningsområde.